# Российский проспект
Росси́йский проспе́кт — проспект в Невском районе Санкт-Петербурга. Проходит от стыка проспекта Пятилеток и улицы Коллонтай до улицы Кржижановского. Является частью Центральной дуговой магистрали. На юг переходит в проспект Большевиков, на севере соединён Российским путепроводом с Индустриальным проспектом. Пересекает реку Оккервиль по Российскому мосту. Параллелен улице Чудновского.

## История
Проспект получил название 15 июня 1976 года в честь Российской Советской Федеративной Социалистической Республики.
Соединён Российским путепроводом с Индустриальным проспектом 14 декабря 2005 года.

## Жилая застройка
По Российскому проспекту адресованы два дома 137-й серии и два кирпичных дома-«вставки». В 1990—1995 годах был построен дом-«муравейник» по адресу Российский проспект, дом 14.

## Пересечения
С юга на север (по увеличению нумерации домов) Российский проспект пересекают следующие улицы:
- проспект Пятилеток и улица Коллонтай — Российский проспект примыкает к их стыку;
- улица Латышских Стрелков и Товарищеский проспект — пересечение;
- улица Кржижановского — Российский проспект примыкает к ней вместе с транспортной развязкой Российского путепровода.

## Общественный транспорт
Ближайшая станция метро — «Проспект Большевиков»  4-й (Правобережной) линии.
Расстояние от Российского проспекта до Ладожского вокзала — около 1,8 км по прямой.
С 1990-х годов существуют планы по созданию троллейбусной линии, которая соединила бы проспект Пятилеток и Индустриальный проспект. По Российскому проспекту ходят троллейбусы маршрута № 43 с увеличенным автономным ходом.

### Автобусные маршруты
| №   | Конечный пункт 1     | Пересадки            | Конечный пункт 2           |
| --- | -------------------- | -------------------- | -------------------------- |
| 102 | Проспект Большевиков |                      | а/с «Проспект Культуры»    |
| 161 | улица Подвойского    | Проспект Большевиков | улица Джона Рида           |
| 164 | улица Подвойского    | Проспект Большевиков | улица Химиков              |
| 169 | Проспект Большевиков | —                    | а/с «Хасанская улица»      |
| 288 | Купчино              |                      | Улица Маршала Тухачевского |

## Общественно значимые объекты
- Яблоновский сад (между рекой Оккервиль и улицей Латышских стрелков);
- спортивно-концертный комплекс «Ледовый дворец» (на углу проспекта Пятилеток) — проспект Пятилеток, дом 1;
- база хоккейного клуба СКА — дом 6;
- детский сад № 45 — дом 3, корпус 2;
- пожарная часть № 70 (между Российским проспектом и улицей Чудновского вблизи угла Товарищеского проспекта) — улица Чудновского, дом 17;
- универсам «Пятёрочка» — дом 10;
- универсам «Пятёрочка» — дом 15.

## Галерея

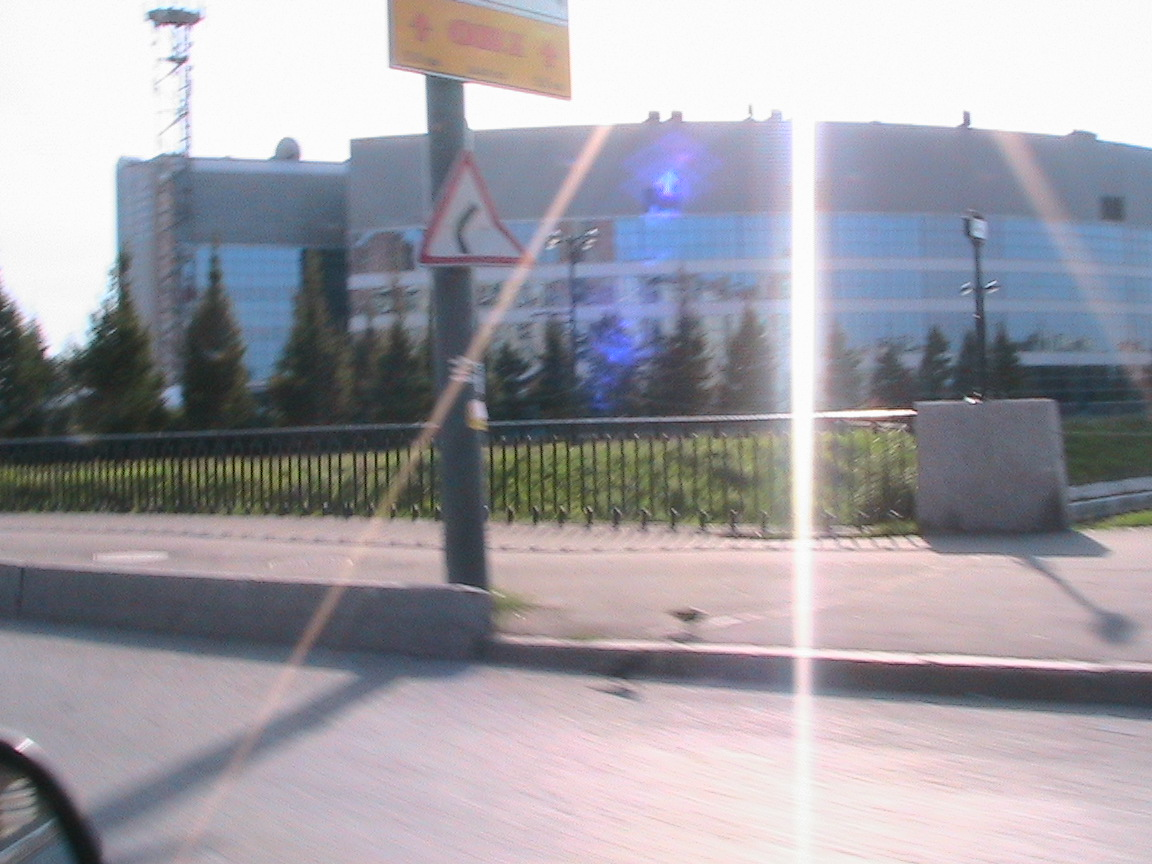
Вид на «Ледовый дворец» с Российского моста
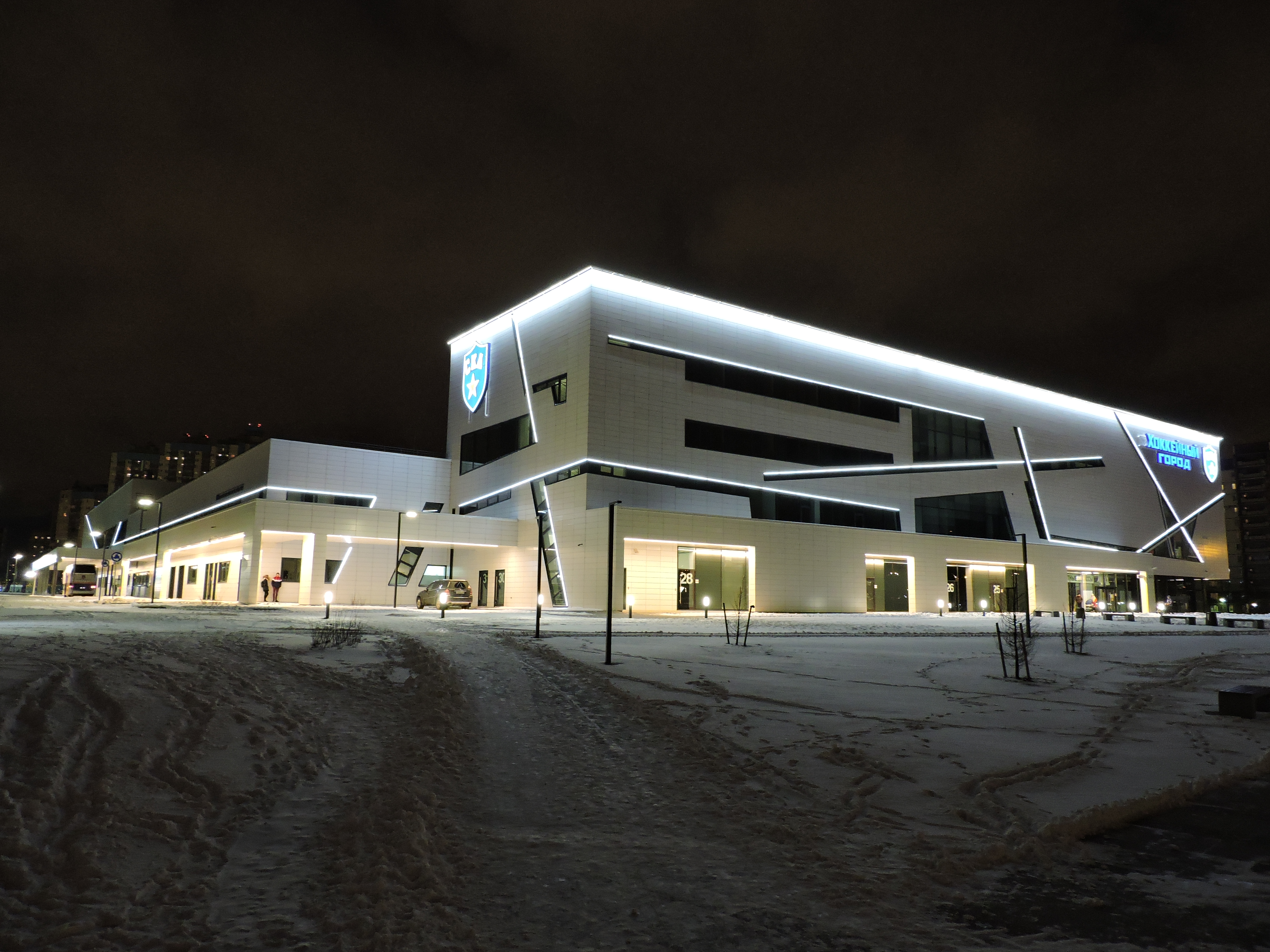
Хоккейный город (база ХК СКА; Российский пр., 6)
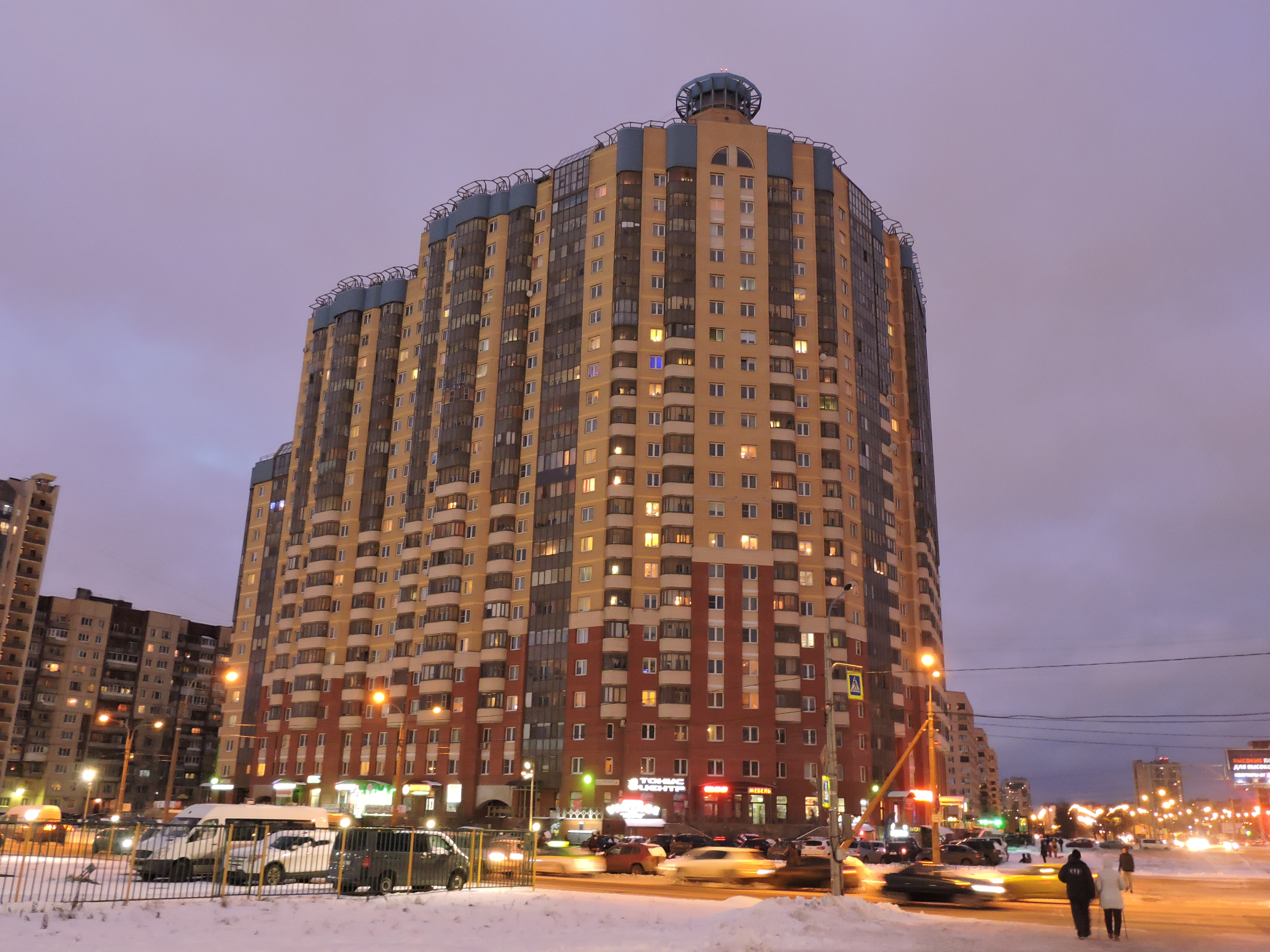
Дом 8 «Мегалит у Ледового дворца»
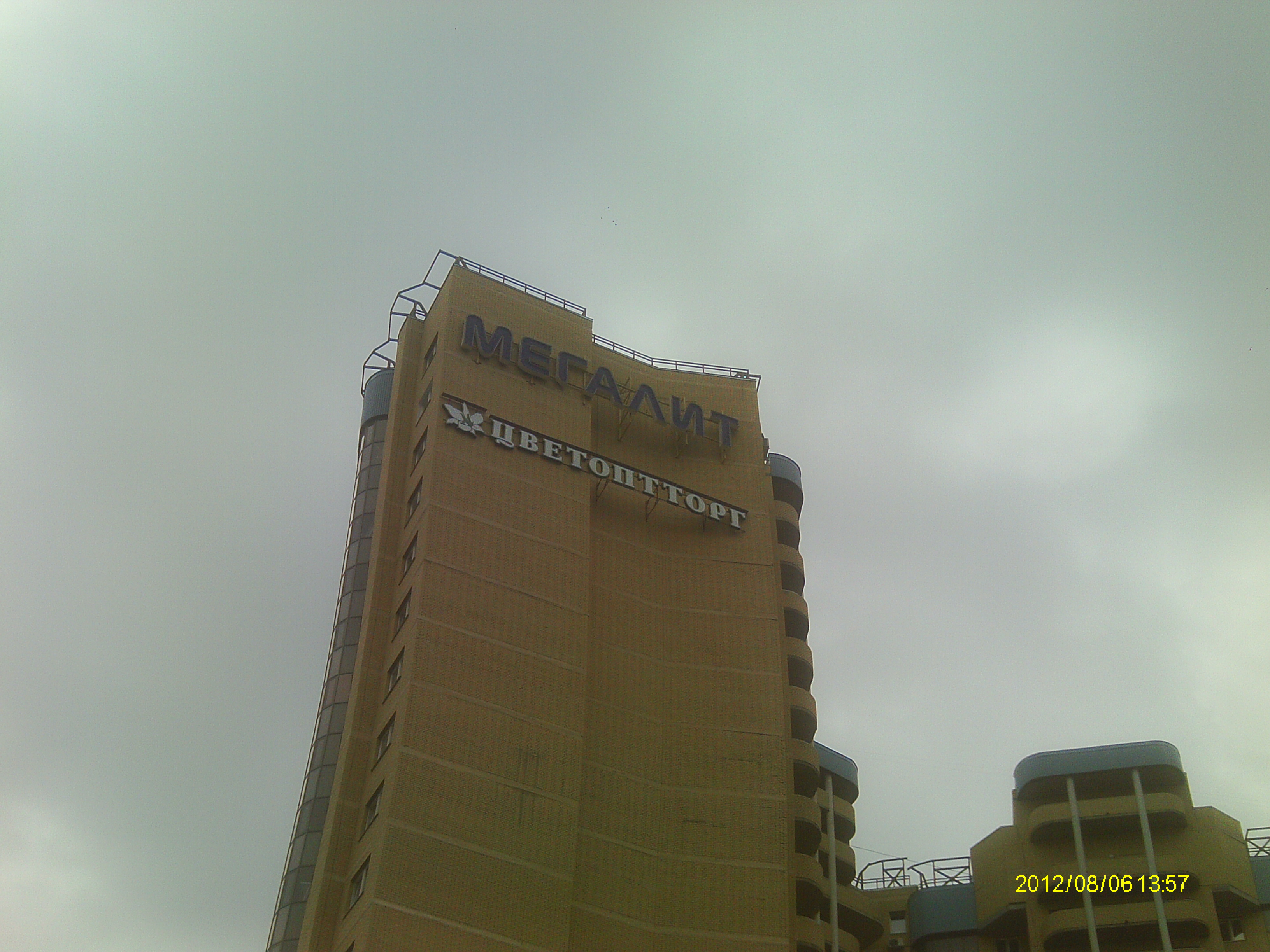
Дом 8 («иллюзия кривой башни»)
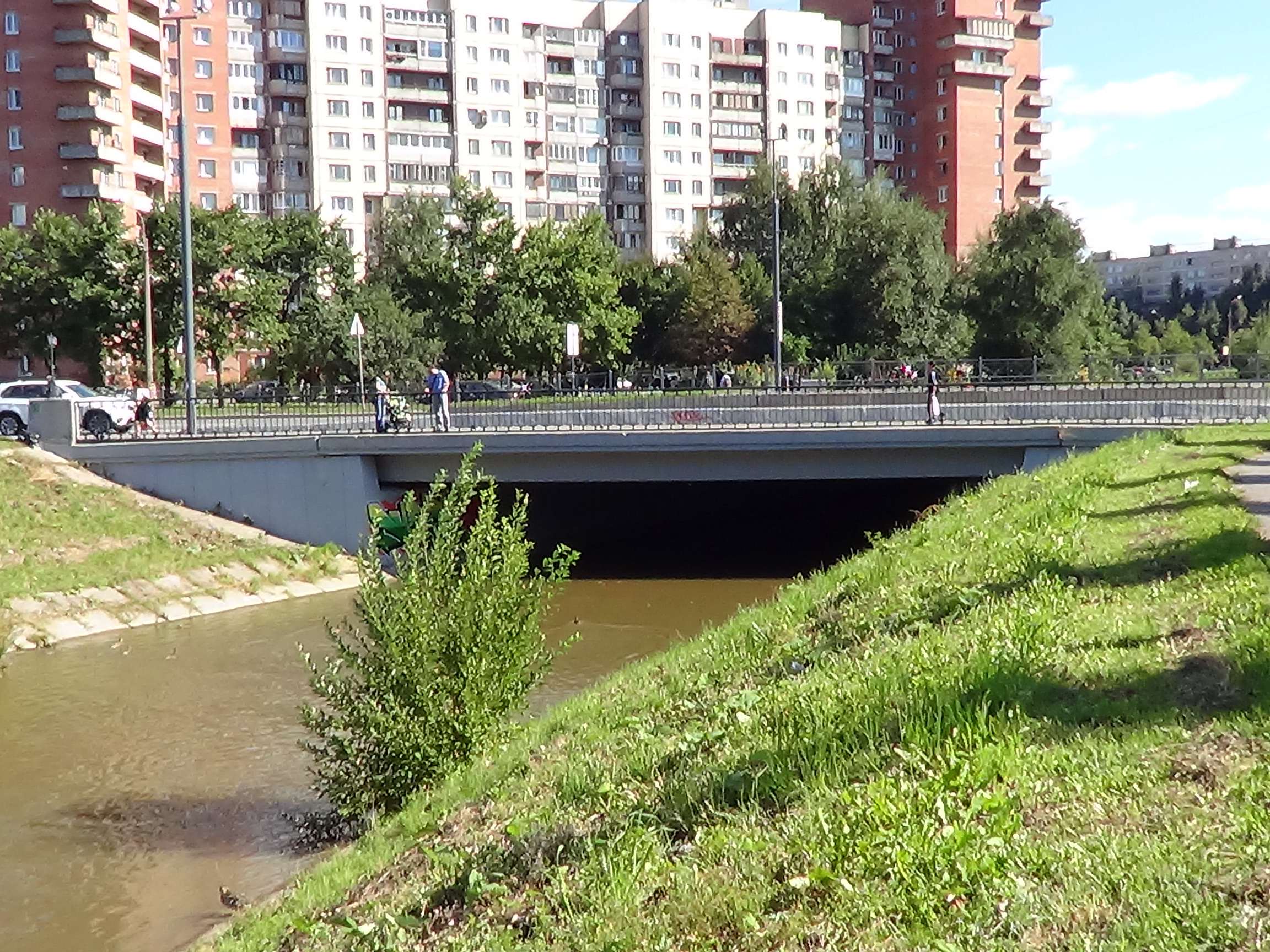
Российский мост